# Saint-Georges-la-Pouge
Saint-Georges-la-Pouge este o comună în departamentul Creuse din centrul Franței. În 2009 avea o populație de 345 de locuitori.

## Evoluția populației
| An        | 1975 | 1982 | 1990 | 1999 | 2006 | 2009 |
| --------- | ---- | ---- | ---- | ---- | ---- | ---- |
| Populație | 427  | 418  | 328  | 311  | 334  | 345  |